# Plectus frigophilus
Plectus frigophilus is een rondwormensoort uit de familie van de Plectidae. De wetenschappelijke naam van de soort is voor het eerst geldig gepubliceerd in 1958 door Kirjanova.